# Picacismo
Il picacismo, anche denominato allotriofagia o, più semplicemente, pica, è un disturbo del comportamento alimentare caratterizzato dall'ingestione continuata nel tempo di sostanze non nutritive (terra, sabbia, carta, gesso, legno, cotone, etc.).

Il termine deriva dal latino pica, altro nome della gazza, un uccello noto per avere l'abitudine di beccare degli oggetti non alimentari.

## Sintomatologia
Il disturbo può essere diagnosticato se l'abitudine perdura per più di un mese a un'età nella quale questo comportamento è dal punto di vista evolutivo inappropriato, generalmente in bambini più grandi di 18-24 mesi.
La diagnostica non è applicabile a bambini o adulti affetti da ritardo mentale, né a individui appartenenti a culture che accettano tali pratiche.
La sindrome interessa talvolta anche le donne incinte e il desiderio di cibi inappropriati, come per esempio carne cruda, ghiaccio (in questo caso si fa riferimento a una sindrome nota come pagofagia).
Alla base di questo pervertimento dell'appetito vi è quasi sempre un'anemia da carenza di ferro, e il disturbo regredisce con la correzione della carenza o, nel caso delle donne incinte, col termine della gravidanza. A volte nei bambini è il sintomo di una parassitosi intestinale o di una malattia celiaca, che hanno sempre come conseguenza un disturbo del metabolismo del ferro e di altri minerali.
Più raramente, il picacismo è l'espressione di un disturbo ossessivo-compulsivo; esso è riconosciuto dal DSM-V come un disturbo mentale.
Nei bambini la sua evoluzione può a volte esser complicata da problemi intestinali (occlusione, parassitismo) e da intossicazioni, per esempio nel caso d'ingestione di materiali tossici, come vernici (saturnismo).
Il picacismo è noto anche come disturbo comportamentale dei gatti, nei quali si manifesta con una tendenza a succhiare abiti di lana, e in altri animali, come nel caso del cane, che può derivare da stress, vizi comportamentali, fino anche da processi neoplastici cerebrali; esso predispone a occlusioni esofagee, piloriche, intestinali o torsione gastrica, tutti quadri che necessitano di una terapia chirurgica a volte di estrema urgenza.